# Svansele dammängar
Svansele dammängar este o arie protejată (arie specială de conservare — SAC, sit de importanță comunitară — SCI) din Suedia întinsă pe o suprafață de 96,5 ha, integral pe uscat.

## Localizare
Centrul sitului Svansele dammängar este situat la coordonatele 65°00′46″N 19°48′51″E / 65.0128°N 19.8141°E.

## Înființare
Situl Svansele dammängar a fost declarat sit de importanță comunitară în decembrie 1995 pentru a proteja un număr necunoscut de specii din flora spontană și fauna sălbatică aflate în arealul zonei. Situl a fost protejat și ca arie specială de conservare în martie 2011.

## Biodiversitate
Situată în ecoregiunea boreală, aria protejată conține 1 habitat natural: Pajiști aluvionare boreale nordice.
La baza desemnării sitului se află un număr nedeclarat de specii protejate.